# 66e cérémonie des Grammy Awards
 (avril 2025).
Si vous disposez d'ouvrages ou d'articles de référence ou si vous connaissez des sites web de qualité traitant du thème abordé ici, merci de compléter l'article en donnant les références utiles à sa vérifiabilité et en les liant à la section « Notes et références ».

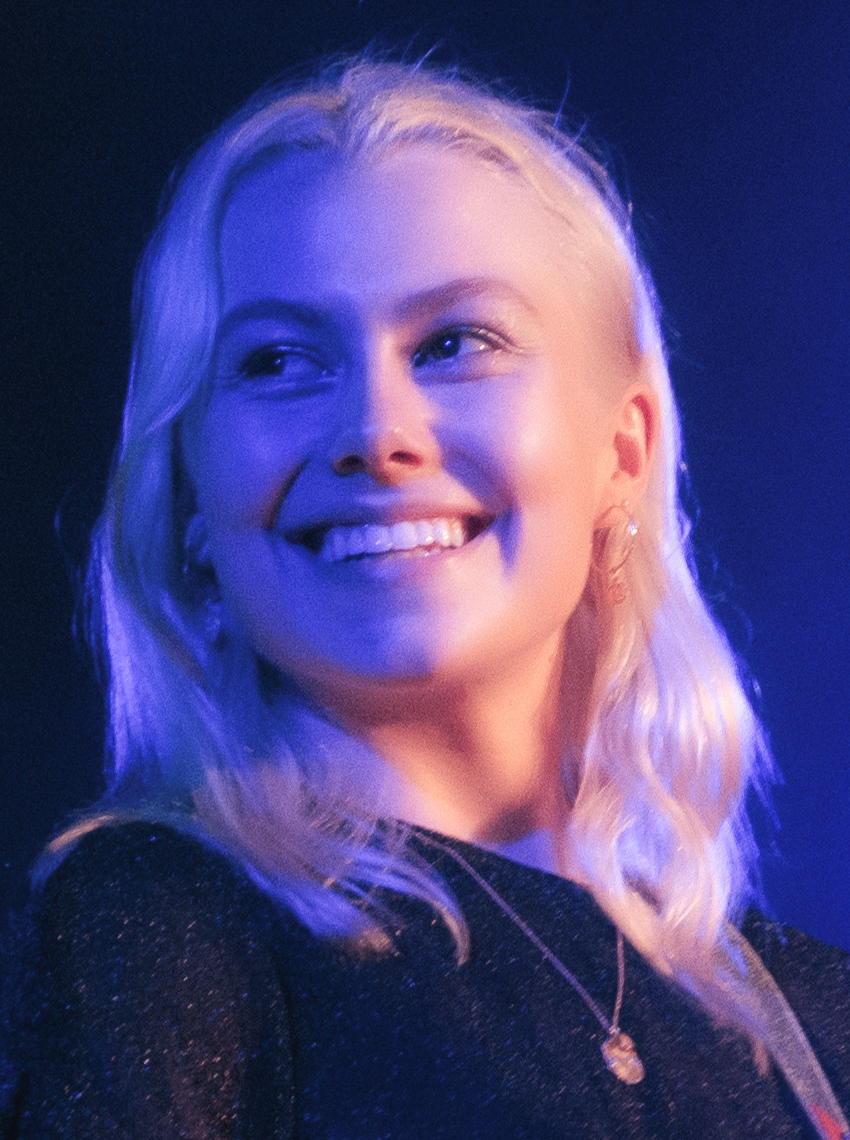
Phoebe Bridgers en juillet 2018

La 66e cérémonie annuelle des Grammy Awards a lieu le 4 février 2024 à la Crypto.com Arena à Los Angeles. Elle récompense les meilleurs enregistrements, compositions et artistes de l'année, du 1er octobre 2022 au 15 septembre 2023. Les nominations ont été annoncées lors d'une diffusion virtuelle en direct le 10 novembre 2023.

## Palmarès

### Général
Album de l'année
- Midnights – Taylor Swift
  - World Music Radio – Jon Batiste
  - The Record – Boygenius
  - Endless Summer Vacation – Miley Cyrus
  - Did You Know That There's a Tunnel Under Ocean Blvd – Lana Del Rey
  - The Age of Pleasure – Janelle Monáe
  - Guts – Olivia Rodrigo
  - SOS – SZA

Enregistrement de l'année
- Flowers – Miley Cyrus
  - Worship – Jon Batiste
  - Not Strong Enough – Boygenius
  - What Was I Made For? – Billie Eilish
  - On My Mama – Victoria Monét
  - Vampire – Olivia Rodrigo
  - Anti-Hero – Taylor Swift
  - Kill Bill – SZA

Chanson de l'année
- What Was I Made For? - Billie Eilish
  - A&W - Lana Del Rey
  - Anti-Hero – Taylor Swift
  - Butterfly - Jon Batiste
  - Dance the Night - Dua Lipa
  - Flowers - Miley Cyrus
  - Kill Bill – SZA
  - Vampire – Olivia Rodrigo

Meilleur nouvel artiste
- Victoria Monét
  - Gracie Abrams
  - Fred Again
  - Ice Spice
  - Jelly Roll
  - Coco Jones
  - Noah Kahan
  - The War and Treaty

### Pop/Dance/Électronique
Meilleure prestation pop solo
- Flowers - Miley Cyrus
  - Paint the Town Red  – Doja Cat
  - What Was I Made For?  – Billie Eilish
  - Vampire – Olivia Rodrigo
  - Anti-Hero – Taylor Swift

Meilleure prestation vocale pop d'un duo ou groupe
- Ghost in the Machine – SZA et Phoebe Bridgers
  - Thousand Miles – Miley Cyrus et Brandi Carlile
  - Candy Necklace – Lana Del Rey et Jon Batiste
  - Never Felt So Alone – Labrinth et Billie Eilish
  - Karma – Taylor Swift et Ice Spice

Meilleur album vocal pop
- Midnights – Taylor Swift
  - Chemistry – Kelly Clarkson
  - Endless Summer Vacation – Miley Cyrus
  - Guts – Olivia Rodrigo
  - - – Ed Sheeran

Meilleur enregistrement dance/Électronique
- Rumble – Skrillex, Fred Again et Flowdan
  - Blackbox Life Recorder 21f – Aphex Twin
  - Loading – James Blake
  - Higher Than Ever Before – Disclosure
  - Strong – Romy et Fred Again

Meilleur enregistrement pop/dance
- Padam Padam – Kylie Minogue
  - Baby Don't Hurt Me – David Guetta, Anne-Marie et Coi Leray
  - Miracle – Calvin Harris et Ellie Goulding
  - One in a Million – Bebe Rexha et David Guetta
  - Rush – Troye Sivan

Meilleur album dance/Électronique
- Actual Life 3 (January 1 – September 9 2022) – Fred Again
  - Playing Robots into Heaven – James Blake
  - For That Beautiful Feeling – The Chemical Brothers
  - Kx5 – Kx5
  - Quest for Fire – Skrillex

### Rock, Metal et Alternative
Meilleure prestation rock
- Not Strong Enough – Boygenius
  - Sculptures of Anything Goes – Arctic Monkeys
  - More than a Love Song – Black Pumas
  - Rescued – Foo Fighters
  - Lux Æterna – Metallica

Meilleure prestation metal
- 72 Seasons – Metallica
  - Bad Man – Disturbed
  - Phantom of the Opera – Ghost
  - Hive Mind – Slipknot
  - Jaded – Spiritbox

Meilleure chanson rock
- Not Strong Enough – Boygenius
  - Angry – The Rolling Stones
  - Ballad of a Homeschooled Girl – Dan Nigro et Olivia Rodrigo
  - Emotion Sickness – Queens of the Stone Age
  - Rescued – Foo Fighters

Meilleur album rock
- This Is Why – Paramore
  - But Here We Are – Foo Fighters
  - Starcatcher – Greta Van Fleet
  - 72 Seasons – Metallica
  - In Times New Roman... – Queens of the Stone Age

Meilleure prestation de musique alternative
- This Is Why – Paramore
  - Belinda Says – Alvvays
  - Body Paint – Arctic Monkeys
  - Cool About It – Boygenius
  - A&W – Lana Del Rey

Meilleur album de musique alternative
- The Record – Boygenius
  - The Car – Arctic Monkeys
  - Did You Know That There's a Tunnel Under Ocean Blvd – Lana Del Rey
  - Cracker Island – Gorillaz
  - I Inside the Old Year Dying – PJ Harvey

### R&B, Rap
Meilleure prestation R&B
- ICU – Coco Jones
  - Summer Too Hot – Chris Brown
  - Back to Love – Robert Glasper et Sir et Alex Isley
  - How Does It Make You Feel – Victoria Monét
  - Kill Bill – SZA

Meilleure prestation vocale R&B traditionnel
- Good Morning – PJ Morton et Susan Carol
  - Simple – Kenneth Edmonds et Coco Jones
  - Lucky – Kenyon Dixon
  - Hollywood – Victoria Monét et Earth, Wind & Fire et Hazel Monét
  - Love Language – SZA

Meilleure chanson R&B
- Snooze – Kenny Edmonds, Blair Ferguson, Khris Riddick-Tynes, SZA et Leon Thomas
  - Angel – Halle Bailey, Theron Feemster et Coleridge Tillman, songwriters (Halle Bailey)
  - Back to Love – Darryl Andrew Farris, Robert Glasper et Alex Isley
  - ICU – Darhyl Camper Jr., Courtney Jones, Raymond Komba et Roy Keisha Rockette
  - On My Mama – Dernst Emile II, Jeff Gitelman, Victoria Monét, Kyla Moscovich, Jamil Pierre et Charles Williams

Meilleur album R&B progressif
- SOS – SZA
  - Since I Have a Lover – 6lack
  - The Love Album: Off the Grid – Diddy
  - Nova – Terrace Martin and James Fauntleroy
  - The Age of Pleasure – Janelle Monáe

Meilleur album R&B
- Jaguar II – Victoria Monét
  - Girls Night Out – Kenneth Edmonds
  - What I Didn't Tell You – Coco Jones
  - Special Occasion – Emily King
  - Clear 2: Soft Life (EP) – Summer Walker

Meilleure performance rap
- Scientists & Engineers – Killer Mike, André 3000, Future et Eryn Allen Kane
  - The Hillbillies – Baby Keem et Kendrick Lamar
  - Love Letter – Black Thought
  - Rich Flex – Drake et 21 Savage
  - Players – Coi Leray

Meilleure performance Rap mélodique
- All My Life – Lil Durk et J. Cole
  - Sittin' on Top of the World – Burna Boy et 21 Savage
  - Attention – Doja Cat
  - Spin Bout U – Drake et 21 Savage
  - Low – SZA

Meilleure chanson rap
- Scientists & Engineers – Andre Benjamin, Paul Beauregard, James Blake, Michael Render, Tim Moore et Dion Wilson
  - Attention – Rogét Chahayed, Amala Zandile Dlamini et Ari Starace
  - Barbie World – Isis Naija Gaston, Ephrem Louis Lopez Jr. et Onika Maraj
  - Just Wanna Rock – Mohamad Camara, Symere Woods et Javier Mercado
  - Rich Flex – Brytavious Chambers, Isaac "Zac" De Boni, Aubrey Graham, J. Gwin, Anderson Hernandez, Michael "Finatik" Mule et Shéyaa Bin Abraham-Joseph

Meilleur album rap
- Michael – Killer Mike
  - Her Loss – Drake et 21 Savage
  - Heroes & Villains – Metro Boomin
  - King's Disease III – Nas
  - UTOPIA – Travis Scott

Meilleur album de poésie parlée
- The Light Inside – J. Ivy
  - A-You're Not Wrong B-They're Not Either: The Fukc-It Pill Revisited – Queen Sheba
  - For Your Consideration'24 – The Album – Prentice Powell and Shawn William
  - Grocery Shopping with My Mother – Kevin Powell
  - When The Poems Do What They Do – Aja Monet

### Country & American Roots
Meilleure prestation solo country
- White Horse – Chris Stapleton
  - In Your Love – Tyler Childers
  - Buried – Brandy Clark
  - Fast Car – Luke Combs
  - The Last Thing on My Mind – Dolly Parton

Meilleure prestation country en duo/groupe
- I Remember Everything – Zach Bryan et Kacey Musgraves
  - High Note – Dierks Bentley et Billy Strings
  - Nobody's Nobody – Brothers Osborne
  - Kissing Your Picture (Is So Cold) – Vince Gill et Paul Franklin
  - Save Me – Jelly Roll avec Lainey Wilson
  - We Don't Fight Anymore – Carly Pearce (en) et Chris Stapleton

Meilleure chanson country
- White Horse – Chris Stapleton et Dan Wilson
  - Buried – Brandy Clark et Jessie Jo Dillon
  - I Remember Everything – Zach Bryan et Kacey Musgraves
  - In Your Love – Tyler Childers et Geno Seale
  - Last Night – John Byron, Ashley Gorley, Jacob Kasher Hindlin et Ryan Vojtesak

Meilleur album country
- Bell Bottom Country – Lainey Wilson
  - Rolling Up the Welcome Mat – Kelsea Ballerini
  - Brothers Osborne – Brothers Osborne
  - Zach Bryan – Zach Bryan
  - Rustin' in the Rain – Tyler Childers

Meilleure prestation American Roots
- Eve Was Black – Allison Russell
  - Butterfly – Jon Batiste
  - Heaven Help Us All – The Blind Boys of Alabama
  - Inventing the Wheel – Madison Cunningham
  - You Louisiana Man – Rhiannon Giddens

Meilleure prestation Americana
- Dear Insecurity – Brandy Clark et Brandi Carlile
  - Friendship – The Blind Boys of Alabama
  - Help Me Make It Through the Night – Tyler Childers
  - King of Oklahoma – Jason Isbell
  - The Returner – Allison Russell

Meilleure chanson American Roots
- Cast Iron Skillet – Jason Isbell
  - Blank Page – Michael Trotter Jr. et Tanya Trotter
  - California Sober – Aaron Allen, William Apostol et Jon Weisberger
  - Dear Insecurity – Brandy Clark et Michael Pollack
  - The Returner – Drew Lindsay, JT Nero et Allison Russell

Meilleur album Americana
- Weathervanes – Jason Isbell
  - Brandy Clark – Brandy Clark
  - 'The Chicago Session – Rodney Crowell
  - You're the One – Rhiannon Giddens
  - The Returner – Allison Russell

Meilleur album Bluegrass
- City of Gold – Molly Tuttle et Golden Highway
  - Radio John: Songs of John Hartford – Sam Bush
  - Lovin' of the Game – Michael Cleveland
  - Mighty Poplar – Mighty Poplar
  - Bluegrass – Willie Nelson
  - Me/And/Dad – Billy Strings

Meilleur album traditionnel Blues
- All My Love for You – Bobby Rush
  - Ridin' – Eric Bibb
  - The Soul Side of Sipp – Mr. Sipp
  - Life Don't Miss Nobody – Tracy Nelson
  - Teardrops for Magic Slim Live at Rosa's Lounge – John Primer

Meilleur album contemporain Blues
- Blood Harmony – Larkin Poe
  - Death Wish Blues – Samantha Fish et Jesse Dayton
  - Healing Time – Ruthie Foster
  - Live in London – Christone "Kingfish" Ingram
  - LaVette! – Bettye LaVette

Meilleur album Folk
- Joni Mitchell at Newport – Joni Mitchell
  - Traveling Wildfire – Dom Flemons
  - I Only See the Moon – The Milk Carton Kids
  - Celebrants – Nickel Creek
  - Jubilee – Old Crow Medicine Show
  - Seven Psalms – Paul Simon
  - Folkocracy – Rufus Wainwright

Meilleur album régional Roots
- New Beginnings – Buckwheat Zydeco et The Legendary Ils Sont Partis Band
- Live: Orpheum Theater Nola – Lost Bayou Ramblers et Louisiana Philharmonic Orchestra
  - Live at the 2023 New Orleans Jazz & Heritage Festival – Dwayne Dopsie
  - Made in New Orleans – New Breed Brass Band
  - Too Much to Hold – New Orleans Nightcrawlers
  - Live at the Maple Leaf – The Rumble featuring Chief Joseph Boudreaux Jr.

## Latin, Global, African, Reggae & New Age, Ambient ou Chant

### Meilleur album de pop latino
- X Mí (Vol. 1) – Gaby Moreno

### Meilleur album de Música Urbana
- Mañana Será Bonito – Karol G

### Meilleur album de rock latino ou de musique alternative
- Vida Cotidiana – Juanes
- De Todas las Flores – Natalia Lafourcade

### Meilleur album de musique mexicaine
- Génesis – Peso Pluma

### Meilleur album Tropical Latin
- Siembra: 45° Aniversario (En Vivo en el Coliseo de Puerto Rico, 14 de Mayo 2022) – Rubén Blades, Roberto Delgado & Orquesta

### Meilleure performance de musique du monde
- Pashto – Béla Fleck, Edgar Meyer & Zakir Hussain featuring Rakesh Chaurasia

### Meilleure performance de musique africaine
- Water – Tyla

### Meilleur album de musique du monde
- This Moment – Shakti

### Meilleur album de reggae
- Colors of Royal – Julian Marley & Antaeus

### New Age, Ambient or Chant Album
- So She Howls – Carla Patullo featuring Tonality and the Scorchio Quartet